# Chenalhó
Chenalhó är en kommun i Mexiko.   Den ligger i delstaten Chiapas, i den sydöstra delen av landet, 700 km öster om huvudstaden Mexico City. Antalet invånare är 31 788. Arean är 113 kvadratkilometer.
Terrängen i Chenalhó är kuperad österut, men västerut är den bergig.
Följande samhällen finns i Chenalhó:
- Tzeltal
- Yibeljoj
- Puebla
- Miguel Utrilla
- Yabteclum Fracción Dos
- Canolal
- Bashequen
- Yabteclum
- Yaxalumil
- Cruztón
- Guayabal
- Caridad San Antonio
- Las Limas
- Tzabalhó
- Xinichilvo
- Majumpepen
- Chixiltón
- Tzanembolom
- Beumpale
- Bachen
- Naranjatic Bajo
- Natividad
- La Esperanza
- Takiukum
- Santa Martha
- Acteal Alto
- Jolxic
- Campo los Toros
- Javaltón
- Sac Lum
- Majomut
- Bajoveltic
- Lindavista
- Queshtic
- Yaxgemel Unión
- Tanate
- Shunuch
- Tzomoltón
- Bajxulum
- Poconichim
- Kexalhukum
- Bachén de Yaxgemel
- Tepeyac
- Tzajalhucum
- Las Delicias
- Chuchtic
- Chimix Dos
- Benito Juárez
- Atzamilho
- Chen Hoc
- Chimix Primera
- Yut-Uk'Um
- Patcruz
- Joltojtic
- Pajaltoj
- Los Ranchos
- Yocventana
- Titojtic
- La Merced
- Kakumchich
- Torostic
- Jamuvil
- Juan Diego X'Oyep
- Bajolchén
- Xokil-Uk'Um
- Vayúm Vakaxtik
- Payamchit